# Elecciones presidenciales de Camerún de 2011
Elecciones presidenciales se celebraron en Camerún el 9 de octubre de 2011. El presidente Paul Biya se postuló para otro período después de que una enmienda constitucional aprobada en 2008 eliminara los límites de mandato. Biya fue reelegido con el 78% de los votos.

## Antecedentes
El histórico líder de la oposición, John Fru Ndi, se presentó como candidato en las elecciones. Cincuenta personas más enviaron documentos a la ELECAM, la comisión electoral camerunesa, buscando presentarse como candidatos presidenciales. Los observadores vieron a la oposición como anémica y esperaban que Biya ganara fácilmente la reelección.
El candidato Daniel Soh Fone del Partido Socialista Unido se retiró antes de las elecciones, apoyando a Biya.

## Desarrollo
El embajador de los Estados Unidos en Camerún, Robert P. Jackson, y el gobierno de Francia criticaron las elecciones, citando irregularidades. Varios partidos políticos afirmaron que desconocerían los resultados.
El jefe de la misión de observación de la Unión Africana en Camerún, el ex primer ministro de Malí Ibrahim Boubacar Keïta, declaró en su informe que los jueces de la Unión Africana consideraron que la votación era "libre, transparente y creíble". La Organización Internacional de la Francofonía y la Commonwealth también elogiaron la elección. Fred Mitchell, exministro de Relaciones Exteriores de las Bahamas, dirigió la misión de la Commonwealth en Camerún; dijo que no había indicios de que se obligara a la gente a votar y que las elecciones se habían llevado a cabo pacíficamente.

## Resultados
| Candidato                          | Partido                                                               | Votos     | %     |
| ---------------------------------- | --------------------------------------------------------------------- | --------- | ----- |
| Paul Biya                          | Movimiento Democrático del Pueblo Camerunés                           | 3,772,527 | 77.99 |
| John Fru Ndi Ni                    | Frente Socialdemócrata de Camerún                                     | 518,175   | 10.71 |
| Garga Haman Adji                   | Alianza para la Democracia y el Desarrollo                            | 155,348   | 3.21  |
| Adamou Ndam Njoya                  | Unión Democrática de Camerún                                          | 83,860    | 1.73  |
| Paul Abine Ayah                    | Partido de Acción Popular                                             | 61,158    | 1.26  |
| Edith Kahbang Walla                | Partido Popular de Camerún                                            | 34,639    | 0.72  |
| Albert Dzongang                    | Dinámica para el Renacimiento Nacional                                | 26,396    | 0.55  |
| Jean de Dieu Momo                  | Patriotas Demócratas para el Desarrollo de Camerún                    | 23,791    | 0.49  |
| Jean-Jacques Ekindi                | Movimiento Progresivo                                                 | 21,593    | 0.45  |
| Bernard Muna                       | Alianza de Fuerzas Progresistas                                       | 18,444    | 0.38  |
| Esther Dang                        | Bloque para la Reconstrucción y la Independencia Económica de Camerún | 15,775    | 0.33  |
| Olivier Anicet Bilé                | Unión por la Fraternidad y la Prosperidad                             | 15,202    | 0.31  |
| Anicet Ekane                       | Movimiento Africano por la Nueva Independencia y la Democracia        | 11,081    | 0.23  |
| Victorin Hameni Bieuleu            | Unión de Fuerzas Democráticas de Camerún                              | 10,615    | 0.22  |
| Fritz Pierre Ngo                   | Movimiento de Ecologistas Cameruneses                                 | 9,259     | 0.19  |
| Jean Njeunga                       | Frente Unido de Camerún                                               | 9,219     | 0.19  |
| Isaac Feuzeu                       | Movimiento por la Emergencia y el Ascenso de los Ciudadanos           | 9,216     | 0.19  |
| Hubert Kamgang                     | Unión de Poblaciones Africanas                                        | 8,250     | 0.17  |
| Simon Pierre Atangana Nsoe         | Gran Camerún                                                          | 8,032     | 0.17  |
| Marcus Lontouo                     | Congreso Nacional Camerunés                                           | 7,875     | 0.16  |
| George Dobgima Nyamndi             | Congreso Social Liberal                                               | 5,925     | 0.12  |
| Joachim Tabi Owono                 | Acción por la Meritocracia y la Igualdad de Oportunidades             | 5,795     | 0.12  |
| Daniel Soh Fone                    | Partido Socialista Unido                                              | 5,074     | 0.10  |
| Votos nulos/en blanco              | Votos nulos/en blanco                                                 | 114,185   | –     |
| Total                              | Total                                                                 | 4,951,434 | 100   |
| Votantes registrados/participación | Votantes registrados/participación                                    | 7,251,651 | 68.20 |
| Fuente: African Elections Database |                                                                       |           |       |

## Consecuencias
Biya prestó juramento para otro mandato como presidente en una ceremonia celebrada en la Asamblea Nacional el 3 de noviembre.